# John Heid
John Sebastien Heid (conocido como Jack Heid; 26 de junio de 1924-27 de mayo de 1987) fue un deportista estadounidense que compitió en ciclismo en la modalidad de pista. Ganó una medalla de bronce en el Campeonato Mundial de Ciclismo en Pista de 1949, en la prueba de velocidad individual.

## Medallero internacional
| Campeonato Mundial | Campeonato Mundial     | Campeonato Mundial | Campeonato Mundial       |
| Año                | Lugar                  | Medalla            | Competición              |
| ------------------ | ---------------------- | ------------------ | ------------------------ |
| 1949               | Copenhague (Dinamarca) | Medalla de bronce  | Velocidad individual (A) |